# Прохор (епископ Ростовский)

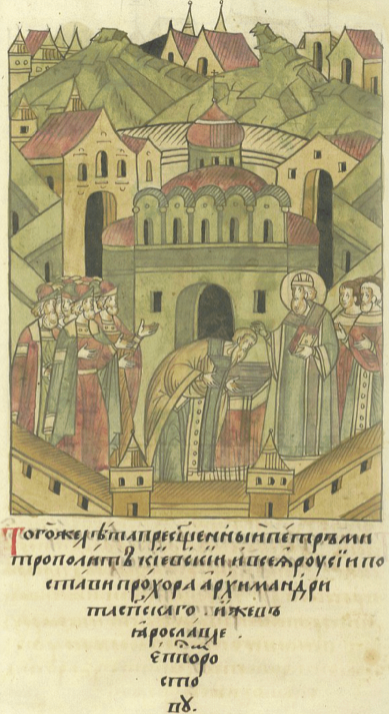
Митрополит Пётр посвящает Прохора во епископы Ростовские. Миниатюра из Лицевого летописного свода XVI века

Епи́скоп Про́хор (в схиме Три́фон; ум. в 1328) — епископ Русской церкви, епископ Ростовский, Ярославский и Стародубский (1311 — 7 сентября 1328).

## Биография
Был архимандритом Ярославского Спасского монастыря до 1311 года, когда митрополит Петр назначил его епископом в Ростов. Прохор, будучи одним из ближайших сподвижников митрополита Петра и пользуясь доверием у московских князей, после его смерти, как полагают некоторые историки, возглавлял Русскую церковь до приезда в Москву грека Феогноста.
Московские князья Юрий Данилович и Иван Калита поручали ему выполнение политических миссий: он был в 1319 году посредником примирения Юрия Даниловича с тверскими князьями, по поручению Ивана Калиты ездил в 1327 году на Собор во Владимир, где добивался канонизации митрополита Петра в качестве «московского чудотворца», освящал первый каменный собор Успения в Московском Кремле.
В августе 1314 году по распоряжению архиепископа Прохора в Ярославском княжестве на месте явления ему иконы был основан новый Толгский монастырь, главной святыней которого стала явленная икона, прозванная также Толгской.
По его заказу для Успенского собора в Ярославле в память о князе Фёдоре Ростиславиче Чёрном в 1327 году было создано Феодоровское Евангелие с заставками, инициалами и двумя миниатюрами. Прохор составил краткое житие митрополита Петра и канон ему.
Незадолго до смерти Прохор сложил с себя сан епископа, вернулся в Спасский монастырь и умер там, приняв схиму с именем Трифон.